# 巴里岛 (威尔士)
巴里岛是威尔士的一个半岛和海滨浴场，位于南威尔士的格拉摩根谷。名称源于6世纪的圣巴鲁克。巴里海岸线拥有世界第二高的潮差，达15（49英尺），仅次于加拿大的芬迪湾。
巴里半岛在1880年代之前都是一个独立岛屿，随着巴里镇的扩张而与大不列颠本岛相连。
虽然巴里岛曾经是巴特林斯假日营地的所在地，但现在的巴里海滩和巴里岛游乐园在威尔士人心里更加知名。此外，英国广播公司的电视剧蓋文和史翠西背景也设定在这里。